# عبد الباري طاهر
عبد الباري طاهر (بالإنجليزية: Abdul Bary Taher) كاتب وصحفي يمني تولى العديد من المناصب الإعلامية والثقافية، وهو أول رئيس لنقابة الصحفيين اليمنيين بعد توحيد نقابتي الصحفيين في شمال وجنوب اليمن في 6 يونيو سنة 1990، و نائب الأمين العام لاتحاد الصحفيين العرب 1979، وتولى رئاسة الهيئة العامة للكتاب منذ عام 2011 إلى سنة 2016، وفي سنة 2014 اختارته منظمة مراسلون بلا حدود ضمن قائمتها "مائة بطل معلومات" التي تضم مدافعين عن حرية الصحافة.

## النشأة
ولد عبد الباري طاهر في مديرية المراوعة، محافظة الحديدة في 8 مارس 1941، والتحق بكُتَّاب قريته سنة 1946 لحفظ القرآن وتعلم الفقه وأصول الشريعة الإسلامية، وفي عمر 15 سنة انتقل لمدينة مكة لدراسة علوم الشريعة واللغة العربية والبلاغة والنحو والصرف وحصل على درجة الإجازة من مدرسة الحرم ومدرسة الفلاح في مكة، وعمل مدرس وموجه تربوي من 1963 إلى 1967 في محافظة الحديدة.

## الصحافة
التحق عبد الباري طاهر في العمل الصحفي سنة 1973 في صحيفة الثورة اليومية، وشغل منصب رئيس تحرير صحيفة الثورة منذ سنة 1975 إلى سنة 1977، وعمل رئيس تحرير صحيفة الثوري منذ عام 1990 إلى عام 1992، وشغل منصب رئيس تحرير مجلة الحكمة منذ سنة 1973 إلى سنة 2006، ويلقب بعميد الصحفيين اليمنيين كونه أول رئيس لنقابة الصحفيين اليمنيين بعد توحيد نقابتي الصحفيين في شمال وجنوب اليمن في 6 يونيو سنة 1990.

## مناصب شغلها
- رئيس تحرير مجلة الحكمة منذ سنة 1973 إلى سنة 2006.[3]
- رئيس تحرير صحيفة الثورة منذ سنة 1975 إلى سنة 1977.[3]
- نائب الأمين العام لاتحاد الصحفيين العرب 1979.[2]
- رئيس تحرير صحيفة الثوري منذ عام 1990 إلى عام 1992.[3]
- رئيس نقابة الصحفيين اليمنيين 1990.[1]
- رئيس الهيئة العامة للكتاب منذ سنة 2011 الى سنة 2016.[3]
- مدير تنفيذي لمؤسسة العفيف الثقافية منذ سنة 2013 الى سنة 2016.[3]
- عضو في مجمع العربية السعيدة بصنعاء وأحد مؤسِّسيه.[7]

## مؤلفاته
- اليمن الإرث وأفق الحرية.
- اليمن في عيون ناقدة.
- فضاءات القول.